# Индустријска зона Марчанизе Норд (Казерта)
Индустријска зона Марчанизе Норд је насеље у Италији у округу Казерта, региону Кампанија.
Према процени из 2011. у насељу је живело 27 становника. Насеље се налази на надморској висини од 26 м.